# Квінвуд (Західна Вірджинія)
Квінвуд (англ. Quinwood) — місто (англ. town) в США, в окрузі Ґрінбраєр штату Західна Вірджинія. Населення — 222 особи (2020).

## Географія
Квінвуд розташований за координатами 38°3′31″ пн. ш. 80°42′21″ зх. д. / 38.05861° пн. ш. 80.70583° зх. д. (38.058489, -80.705935).  За даними Бюро перепису населення США в 2010 році місто мало площу 0,90 км², уся площа — суходіл.

## Демографія
Згідно з переписом 2010 року, у місті мешкало 290 осіб у 118 домогосподарствах у складі 92 родин. Густота населення становила 324 особи/км².  Було 152 помешкання (170/км²).
Расовий склад населення:
| - 95,5 % — білих - 1,0 % — чорних або афроамериканців - 0,7 % — корінних американців |

До двох чи більше рас належало 2,4 %. Частка іспаномовних становила 0,3 % від усіх жителів.
За віковим діапазоном населення розподілялося таким чином: 18,3 % — особи молодші 18 років, 62,0 % — особи у віці 18—64 років, 19,7 % — особи у віці 65 років та старші. Медіана віку мешканця становила 47,0 року. На 100 осіб жіночої статі у місті припадало 110,1 чоловіків;  на 100 жінок у віці від 18 років та старших — 106,1 чоловіків також старших 18 років.
Середній дохід на одне домашнє господарство  становив 39 662 долари США (медіана — 24 063), а середній дохід на одну сім'ю — 48 314 долари (медіана — 45 000). За межею бідності перебувало 28,2 % осіб, у тому числі 41,4 % дітей у віці до 18 років та 15,4 % осіб у віці 65 років та старших.
Цивільне працевлаштоване населення становило 66 осіб. Основні галузі зайнятості: роздрібна торгівля — 33,3 %, освіта, охорона здоров'я та соціальна допомога — 30,3 %, сільське господарство, лісництво, риболовля — 18,2 %, мистецтво, розваги та відпочинок — 7,6 %.